# Jason Silva (Fußballspieler)
Jason Alejandro Silva Pérez (* 13. Februar 1991 in Santiago) ist ein ehemaliger chilenischer Fußballspieler. Der Mittelfeldspieler gewann mit dem CSD Colo-Colo eine chilenische Meisterschaft.

## Karriere
Jason Silva begann seine Profikarriere 2011 beim CD Palestino und stand dort bis 2017 unter Vertrag. In dieser Zeit wurde er mehrfach verliehen, unter anderem an den CSD Colo-Colo, mit dem er in der Clausura 2013/14 die Meisterschaft gewann. Im Juli 2017 wechselte er nach Zypern zu Apollon Limassol, kehrte aber nach einem Jahr nach Chile zurück und heuerte bei San Marcos an. Im Jahr 2019 wurde er wegen Trunkenheit am Steuer mit gefälschtem Führerschein und ein Jahr später wegen bandenmäßigen Autodiebstahls jeweils verhaftet. Seine Versuche, in den Profifußball zurückzukehren, schlugen 2020 beim ecuadorianischen Verein Fuerza Amarilla und bei 2021 bei Deportes Concepción fehl. Im Jahr 2022 gab ihm Real San Joaquín in der Segunda División einen Einjahresvertrag.

## Erfolge
CSD Colo-Colo
- Chilenischer Meister: 2013/14-C

Apollon Limassol
- Zyprischer Supercup-Sieger: 2017